# CapCut
CapCut é um aplicativo de edição de vídeos curtos desenvolvido pela ByteDance. Também é conhecido como JianYing na China e ViaMaker internacionalmente.
O aplicativo foi lançado pela primeira vez na China em 2019 e estava inicialmente disponível para iPhone e Android. Em 2020, ele foi renomeado para CapCut (anteriormente ViaMaker globalmente) e tornou-se disponível internacionalmente.  Mais tarde, foi expandido para incluir versões web e desktop para sistemas operacionais Mac e Windows. 
Até 2022, o CapCut atingirá 200 milhões de usuários ativos. De acordo com o The Wall Street Journal, ele conseguiu se tornar o segundo aplicativo mais baixado nos Estados Unidos em março de 2023, atrás apenas do Temu. Atualmente, o aplicativo tem mais de um bilhão de downloads na Google Play Store.

## Benefícios
A versão gratuita do CapCut apresenta diversas ferramentas, incluindo opções de velocidade para ajustar a duração do clipe.  A ferramenta Legendas Automáticas pode ser usada para gerar legendas que podem ser usadas no aplicativo. Nas versões recentes do CapCut, ele não é mais uma ferramenta gratuita.
Embora limitado à edição de vídeo de camada única, o CapCut permite o uso de ferramentas básicas, como dividir segmentos de vídeo ou usar inteligência artificial para automatizar vários processos de edição.
O aplicativo também permite que você use vários efeitos visuais e recursos gráficos, além de filtros de imagem para seus projetos. Ele também possui um sistema para salvar e exportar edições finalizadas para que possam ser publicadas nas redes sociais.
O CapCut também tem um plano de pagamento chamado como Pro.

## Controvérsias
Desde o final de 2023, a CapCut começou a distribuir uma assinatura no aplicativo chamada CapCut Pro, que foi considerada pelo seu público como bastante cara. Em outubro de 2024, a CapCut atualizou várias ferramentas que antes eram gratuitas para o plano Pro, exigindo que os usuários pagassem para continuar usando-as. Este evento causou polêmica entre os usuários do CapCut, levando até mesmo os usuários a não considerá-lo mais "gratuito".

### Proibições governamentais
O governo indiano proibiu o uso do CapCut em seu país, considerando-o um perigo à privacidade de seus usuários e por ter sido criado pela ByteDance, também criadora do TikTok.